# Nasova
Nasova (Duits: Nassau) is een plaats in Slovenië en maakt deel uit van de gemeente Apače in de NUTS-3-regio Pomurska. De plaats telde 161 inwoners op 1 januari 2020.